# Biblia del rey Jacobo
La Biblia del rey Jacobo, en inglés King James Bible, también conocida como la Versión Autorizada (en inglés: Authorized Version; KJV) o Versión del Rey Santiago[cita requerida], es una traducción al inglés de la Biblia patrocinada por Jacobo I de Inglaterra y VI de Escocia y publicada para el uso de la Iglesia de Inglaterra en 1611. Ha tenido un enorme impacto sobre las posteriores traducciones al inglés del texto bíblico y en la literatura inglesa en general. Las obras de escritores famosos, como John Bunyan, John Milton, Herman Melville, John Dryden y William Wordsworth, muestran una fuerte influencia de su léxico y sintaxis. Es considerada la segunda traducción al inglés de la misma después de la Biblia Douay-Rheims patrocinada por la Iglesia Católica

## Lenguaje

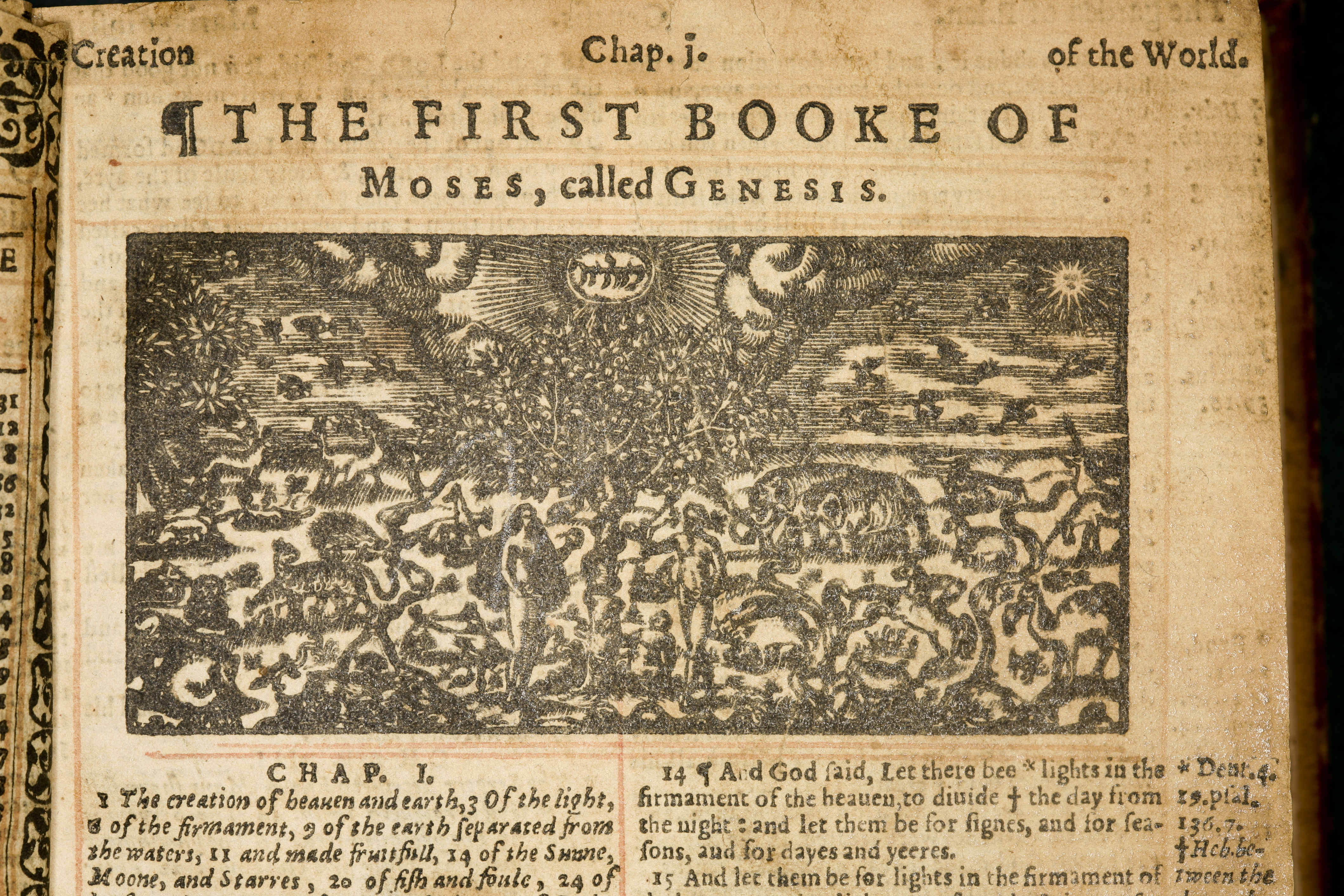
Fragmento del Génesis de una biblia de Jacobo.

Fue escrita en el denominado inglés moderno temprano (Early Modern English), aun cuando algunas estructuras lingüísticas y gramaticales utilizadas en ella ya se consideraban arcaicas en la época en que se publicó.
Además de aludir a esta versión como Biblia de 1611, en Estados Unidos se la denomina habitualmente King James Version, en tanto que en el Reino Unido se la llama Authorised Version. Debe su nombre al monarca Jacobo I de Inglaterra.